# Cophocerotis elongata
Cophocerotis elongata är en fjärilsart som beskrevs av Thierry-mieg 1904. Cophocerotis elongata ingår i släktet Cophocerotis och familjen mätare. Inga underarter finns listade i Catalogue of Life.